# Kirin Cup 1997
De Kirin Cup 1997 was de 18e editie van de Kirin Cup. Het toernooi werd gehouden van 8 tot en met 15 juni, het werd gespeeld in Japan. De winnaar van dit toernooi was Japan, zij wonnen dit toernooi voor 4e keer.

## Eindstand
| Pos | Land    | Wed | Win | Gel | Ver | DV | DT | +/− | Pnt |
| --- | ------- | --- | --- | --- | --- | -- | -- | --- | --- |
| 1   | Japan   | 2   | 2   | 0   | 0   | 5  | 3  | +2  | 6   |
| 2   | Kroatië | 2   | 0   | 1   | 1   | 4  | 5  | –1  | 1   |
| 3   | Turkije | 2   | 0   | 1   | 1   | 1  | 2  | –1  | 1   |

## Wedstrijden
|                                |                        |       |                       |                            |
| 8 juni 1997 «onderlinge duels» | Japan                  | 4 – 3 | Kroatië               | Tokio Toeschouwers: 50.136 |
| 8 juni 1997 «onderlinge duels» | Hirano Miura Morishima |       | Asanović pen' Vlaović | Tokio Toeschouwers: 50.136 |

|                                 |          |       |         |                             |
| 12 juni 1997 «onderlinge duels» | Turkije  | 1 – 1 | Kroatië | Sendai Toeschouwers: 15.687 |
| 12 juni 1997 «onderlinge duels» | Ertuğrul |       | Erceg   | Sendai Toeschouwers: 15.687 |

|                                 |           |       |         |                            |
| 15 juni 1997 «onderlinge duels» | Japan     | 1 – 0 | Turkije | Osaka Toeschouwers: 35.000 |
| 15 juni 1997 «onderlinge duels» | Morishima |       |         | Osaka Toeschouwers: 35.000 |

| Winnaar Kirin Cup 1997 |
| ---------------------- |
|                        |
| Japan 4e titel         |